# Skip Lievsay
Skip Lievsay é um sonoplasta estadunidense. Venceu o Oscar de melhor mixagem de som na edição de 2014 por Gravity, ao lado de Niv Adiri, Christopher Benstead e Chris Munro.